# Абіпа
Абіпа (кін. XVI — поч. XVII ст) — 12-й алаафін (володар) держави Ойо. Його ім'я перекладається як «Той, хто народився на узбіччі» (він народився під час подорожі батька з матір'ю до столиці).

## Життєпис
Син алаафіна Егугуойо. Напевне власним ім'ям було Огболу,  Адіпа є прізвиськом. На момент смерті батька був доволі малим, тому не здобув трону. Виховувався при дворі своєї стрийки Оромпото. після смерті родича Аджибойєде успадкував трон.
Остаточно усунув загрозу з боку держави Нупе. За цим близько 1610 року повернув столицю до Ойо-Іле. Частина знаті, що не бажала виїжджати зі столиці Ойо-Ігбохо під час свята повернення до Ойо-Іле, за легендою, стала запускати привидів, але їхній план розкрили (напевне, насправді придушив змову ворогів). За це Абіпа отримав прізвисько Оба-моро (Оба (володар) — ловець привидів). Під час церемонії освячення відродженого Ойо-Іле алаафін наказав принести в жертву свого новонародженого сина.
Водночас присвятив зміцненню держави, в середині якого авторитет алаафіна став беззаперечним, та початку адміністративних реформ. Також вдалося розширити володіння на захід та південь. Йому спадкував син Обалокун.